# Estátua de São Longuinho

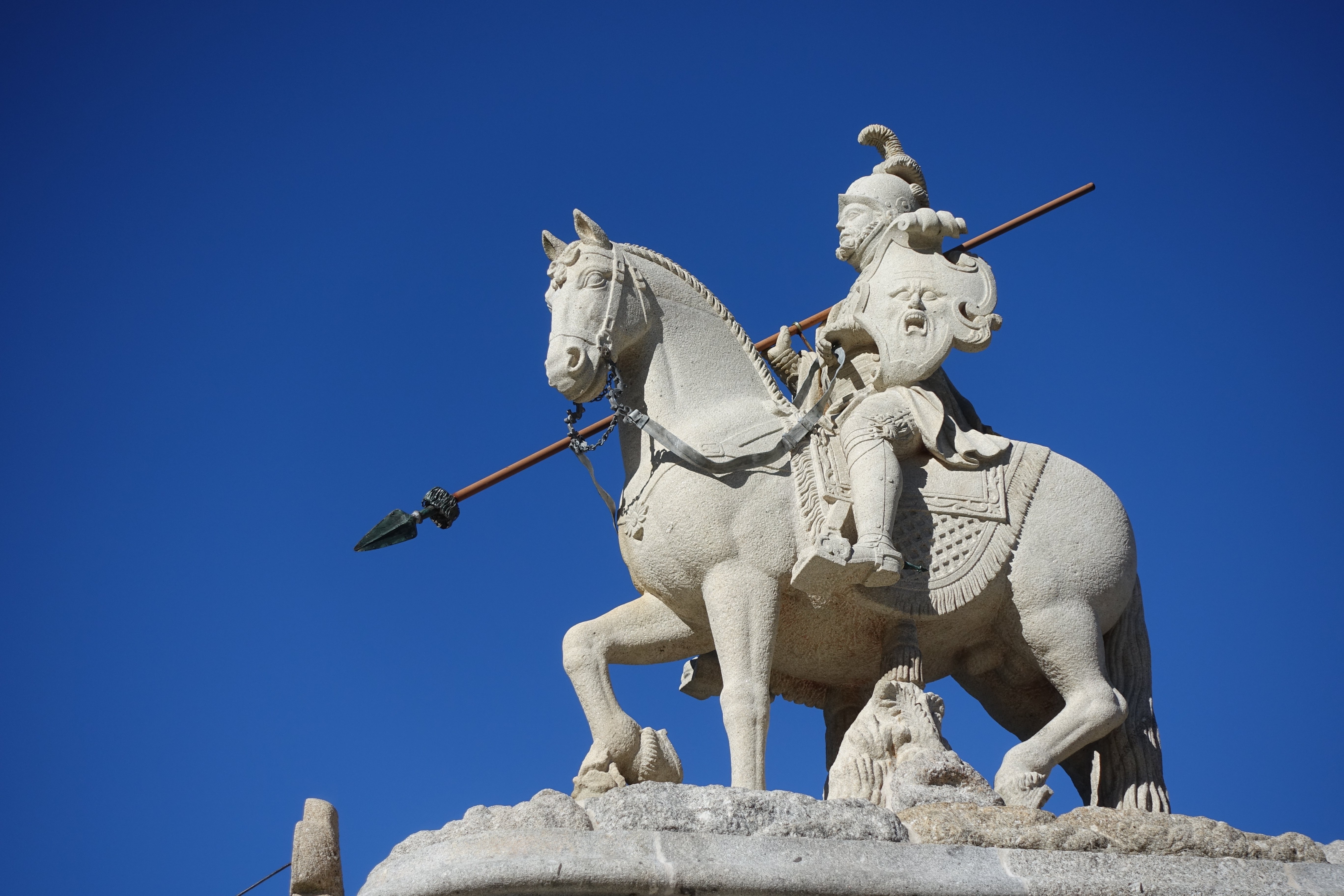
Estátua de São Longuinho, Braga.

A Estátua de São Longuinho localiza-se  no Santuário do Bom Jesus do Monte, na freguesia de Tenões, na cidade e município de Braga, distrito de mesmo nome, em Portugal.
Segundo a crença, São Longuinho foi um dos soldados presentes na crucificação de Jesus Cristo, que depois se converteu. Na tradição popular, o santo é venerado por auxiliar na busca por objetos perdidos.

## Características
Trata-se de uma estátua equestre do santo, sobre um pedestal, ambos em pedra de granito, abundante na região. Foi erguida sobre um penedo onde existiu a torre da primitiva Igreja do Bom Jesus, no atual Terreiro de Moisés.
O conjunto, de autoria do escultor Pedro José Luís, foi uma oferta de Luís de Castro de Couto, de Pico de Regalados, no ano de 1819.
É a única estátua equestre existente em Portugal feita de pedra, e uma das únicas do mundo.

## A lenda de São Longuinho de Braga
Há uma curiosa tradição em Braga, pela festa de São João, envolvendo a estátua de São Longuinho e o Santuário do Bom Jesus do Monte. Nessa época, algumas raparigas namoradeiras andam à volta da estátua de granito, proferindo orações, com objetivo de apressar o seu casamento.
De acordo com uma antiga lenda local, um lavrador muito rico, de nome Longuinhos vivia nos arredores da cidade, perto do Bom Jesus. Solteiro e recatado, era estimado por todos na comunidade. As raparigas solteiras não lhe eram indiferentes, uma vez que entreviam nele um excelente partido, embora nenhuma o impressionasse particularmente.
Certo dia, Longuinhos apaixonou-se por uma rapariga chamada Rosinha e entendeu que era o momento de partilhar a sua fortuna. Para esse fim, informou-se quem era o pai dela e procurou-o. Identificou-se e comunicou-lhe as suas intenções, pedindo a mão dela em casamento. O pai dela, entretanto, mostrou-se um negociador difícil, e apenas cedeu quando Longuinhos lhe prometeu uma pensão.
Pedro, era esse o nome do pai de Rosinha, chamou-a e comunicou-lhe que Longuinhos pedira a mão dela em casamento e que ele, como pai, a dera. A rapariga ficou lívida, pois amava outro rapaz, de nome Artur, e diante do altar do Bom Jesus, havia lhe prometido casamento. O velho pai, com medo de perder o negócio que fizera, armou tal espalhafato que a filha, apavorada, acabou por dizer-lhe que casava com Longuinhos. Saiu a tremer de ao pé do pai e recolheu-se ao seu quarto, onde, chorosa, começou a orar, apelando a São João. Eis que, de súbito, ouve uma voz dentro de si que lhe dizia que tivesse calma, que tudo se arranjaria.
A voz era a de São João, que dali foi ter com Longuinhos, que também se encontrava em meditação. Dirigindo-se ao lavrador, São João argumentou que, se Longuinhos era tão seu amigo, não seria capaz de estragar a felicidade dos dois jovens que tanto se amavam. Reparou ainda a Longuinhos a desastrosa maneira de falar com o pai de Rosinha, tentando-o com dinheiro.
Longuinhos então caiu em si e compreendeu que, se a rapariga amava outro, e era correspondida, ele não tinha o direito de destruir a felicidade de ambos. Assim o disse ao santo, que ficou muito contente, e acrescentou:
"- Se me consentes, São João, eu próprio serei o padrinho desse casamento! Sei que precisam de um bom começo de vida e eu me encarregarei disso. Quanto ao meu amor, cá o entreterei até que se desvaneça!"
O santo correu então a avisar a rapariga, para que preparasse a boda com Artur, pois arranjara-lhe um bom padrinho. O velho Pedro foi quem ficou a perder, mas lá se consolou como pôde.